# مسجد السلطان سليمان (أوكرانيا)
مسجد السلطان سليمان (بالأوكرانية: Маріупольська мечеть)‏ هو مسجد يقع في ماريوبول في أوكرانيا . تم تسمية المسجد على شرف سليمان القانوني وروكسيلانا.

## التاريخ
افتُتِح مسجد السلطان سليمان والمركز الثقافي الإسلامي في 15 أكتوبر 2007. تم تصميم هيكل المسجد بعد مسجد سليمان القانوني في اسطنبول. تم تمويل المسجد من قبل رجل الأعمال التركي صالح جيهان الذي ولد في طرابزون .

## معرض الصور

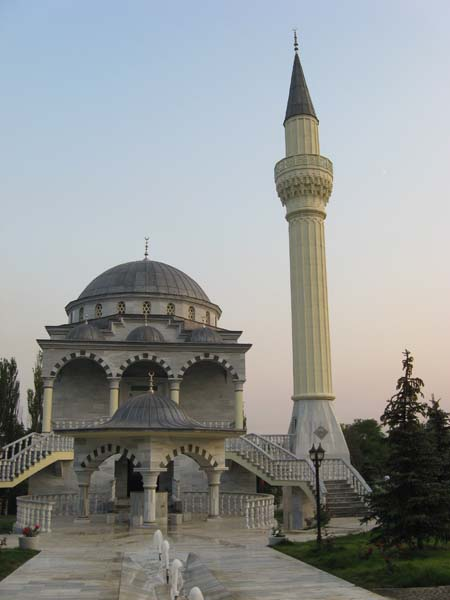
منارة المسجد
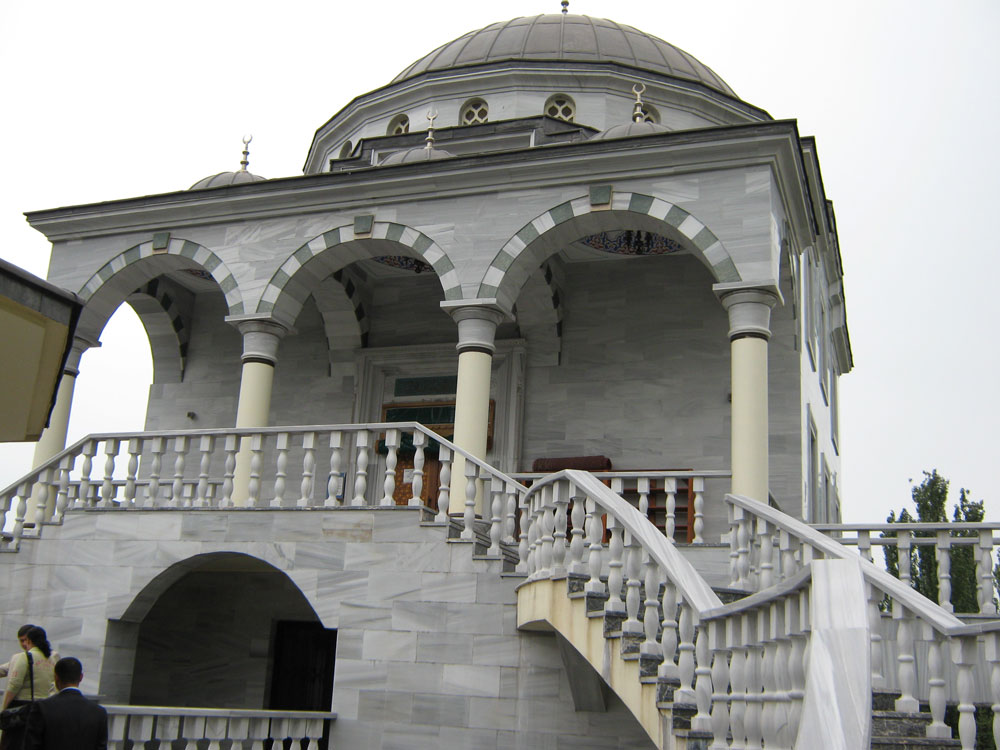
صورة للمسجد من الخارج
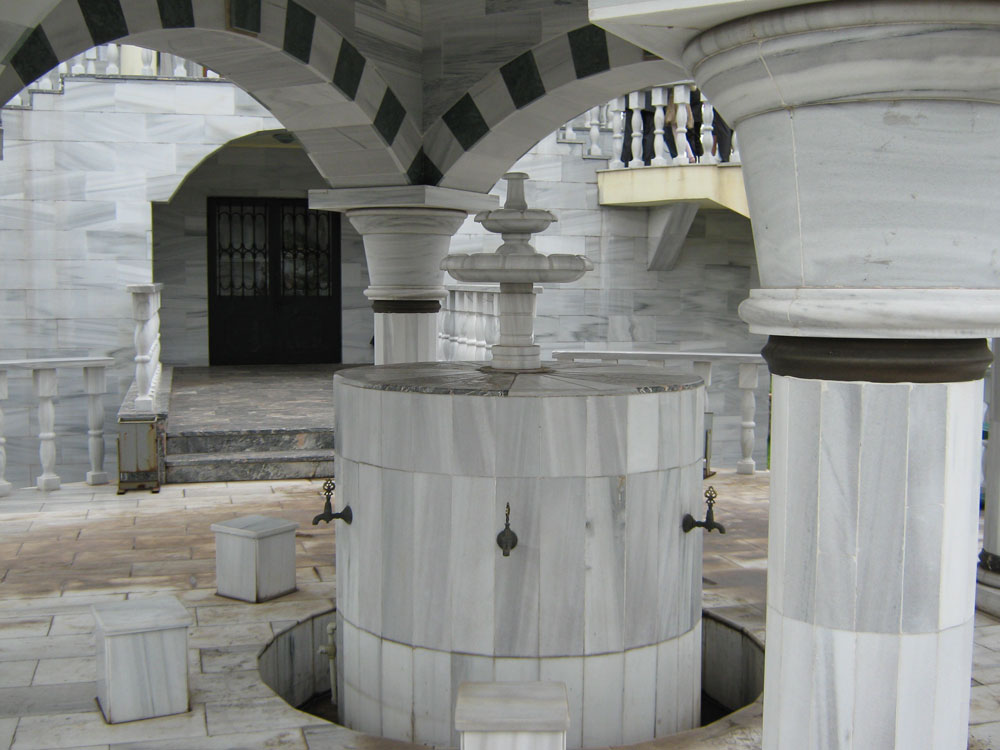
مكان وضوء المصلين على شكل نافورة